# Simon Rennie
Simon Rennie (Coventry, 29 de abril de 1980) é um engenheiro automobilístico britânico que atualmente é o líder do grupo de engenharia de simulação da equipe de Fórmula 1 da Red Bull.

## Carreira
Rennie começou trabalhando na Fórmula 1 para a equipe  Renault em 2004. Em 2005, ele atuou como engenheiro de dados para o vencedor do Campeonato mundial de Pilotos de 2005, o espanhol Fernando Alonso. Alonso e Renault mantiveram os títulos que conquistaram em 2005 na temporada de 2006. Para a temporada 2007 Rennie foi colocado no mesmo cargo, desta vez com o piloto finlandês Heikki Kovalainen, que chegou à Renault após a saída de Alonso.
Em 2008, Rennie permaneceu como engenheiro de dados na Renault. Ele trabalhou ao lado de Alonso retornando, que voltou para a equipe depois de uma temporada ruim na McLaren. Alonso e Renault ganharam duas corridas consecutivas, a controversa corrida de Singapura e a do Japão duas semanas depois.
Para a temporada de 2009, Rennie foi promovido a engenheiro de corrida de Fernando Alonso. Porém, a equipe não conseguiu alcançar o sucesso em vencer corridas como no ano anterior. O ano da Renault foi dominado pelo escândalo do Crashgate, onde foram acusados, e considerados culpados, de trapacear na corrida em Cingapura na temporada anterior.
Pela segunda temporada consecutiva, ele permaneceu na mesma posição na equipe Renault F1 Team para a temporada de 2010, que estava passando por grandes mudanças em sua liderança, pessoal e patrocínio. Ele atuou como engenheiro de corrida para o piloto polonês Robert Kubica.
Rennie teria atuado como engenheiro de corrida de Kubica na temporada de Fórmula 1 de 2011, para a recém renomeada equipe Renault F1 Team, Lotus Renault GP, se não fosse por um incidente de Rali na Itália, um mês antes da abertura da temporada no Barém, o piloto polonês sofreu múltiplas fraturas e sua mão direita ficou parcialmente cortada. Com isso, Rennie tornou-se engenheiro de corrida do alemão Nick Heidfeld, que estava agindo como substituto de Kubica durante a sua recuperação, para a temporada de 2011.
Durante 2012, já com a equipe rebatizada para Lotus F1 Team, ele foi um dos dois engenheiros de corrida de Kimi Räikkönen. O outro engenheiro de Räikkönen era Mark Slade. Para a temporada de 2013, Rennie juntou-se aos campeões de pilotos e construtores, a Red Bull Racing para substituir o engenheiro de corrida de longa de Mark Webber, Ciaron Pilbeam, enquanto Pilbeam assumiu como engenheiro chefe de Räikkönen na Lotus para a temporada de 2013.
Com a aposentadoria de Webber da Fórmula 1 no final da temporada de 2013, Rennie tornou-se, então, engenheiro de corrida de seu substituto, o também australiano Daniel Ricciardo, a partir da temporada de 2014. Cargo este que o engenheiro britânico permaneceu trabalhando até 2018. Em 2019, Rennie mudou-se para uma função dentro da fábrica da equipe Red Bull, em consequência da saída de Ricciardo da equipe naquele ano. Ele foi substituído como engenheiro de corrida por Mike Lugg.
Em 2020, Rennie voltou à ação na pista com a Red Bull para se tornar o engenheiro de corrida de Alexander Albon, substituindo Lugg. Lugg foi substituído a pedido de Albon porque ele queria "um engenheiro mais experiente".
Em 2021, Rennie deixou o cargo de engenheiro de corrida e se tornou o líder do grupo de engenharia de simulação, com Hugh Bird assumindo como engenheiro de corrida para o substituto de Albon, Sergio Pérez.